# Witness to Your Love (EP)
Witness to Your Love è un EP del gruppo alternative rock statunitense-scozzese Garbage, pubblicato il 22 aprile 2023.

## Il disco
È stato pubblicato in occasione del Record Store Day in edizione limitata. Oltre al brano che dà il titolo all'EP è presente una cover di Cities in Dust dei Siouxsie and the Banshees e due brani registrati nelle sessioni di  No Gods No Masters, ma non presenti sull'album.

## Tracce
Tutti i brani sono scritti dai Garbage, eccetto dove indicato.
1. Witness to Your Love – 3:39
2. Cities in Dust (Siouxsie and the Banshees cover) – 4:09 (Siouxsie Sioux, Steven Severin, Budgie)
3. Blue Betty – 3:27
4. Adam and Eve – 4:39

## Curiosità
- Alla fine del brano Cities in Dust Shirley Manson sussurra: "I love you, Siouxsie".[3]

## Formazione
Garbage
- Shirley Manson – voce, chitarra
- Duke Erikson – chitarra, basso, tastiere, cori
- Steve Marker – chitarra, basso
- Butch Vig – batteria

Altri musicisti
- Matt Walker – batteria, drum programming nella traccia 1

Tecnici
- Scott Hall – produzione
- Howie Weinberg – ingegneria del suono
- Billy Bush – ingegneria del suono
- Heba Kadry - mastering